# Кріс Верстіг
Кріс Верстіг (англ. Kris Versteeg; 13 травня 1986, м. Летбридж, Канада) — канадський хокеїст, лівий нападник. Виступає за «Чикаго Блекгокс» у Національній хокейній лізі.
Виступав за «Летбридж Гаррікейнс» (ЗХЛ), «Кемлупс Блейзерс» (ЗХЛ), «Ред-Дір Ребелс» (ЗХЛ), «Провіденс Брюїнс» (АХЛ), «Норфолк Адміралс» (АХЛ), «Чикаго Блекгокс», «Рокфорд Айсхогс» (АХЛ), «Торонто Мейпл-Ліфс», «Філадельфія Флайєрс», «Флорида Пантерс».
В чемпіонатах НХЛ — 473 матчі (116+159), у турнірах Кубка Стенлі — 80 матчі (16+25).
У складі юніорської збірної Канади учасник чемпіонату світу 2004.
Досягнення
- Володар Кубка Стенлі (2010, 2015)